# 保護性關聯值
保護性關聯值（Correlates of Protection，CoP）又稱免疫性關聯值（Correlates of Immunity），可用以評估疫苗的保護效力，一般是用已完成的臨床三期受試者免疫檢驗數據訂出的一組指標閾值數值，例如中和抗體的滴度可作為指標之一。疫苗保護力不能僅看單一指標，必須參考整組數據。
免疫橋接使用免疫保護相關性（英語：immunological correlate of protection，ICP）之指標，如有關抗體或T細胞的免疫分析，比較已有疫苗和開發中疫苗，取代三期臨床試驗結果，做為新疫苗核准上市審查的依據。